# Fábio Alexandre da Silva Nunes
Fábio Nunes (Portimão, 24 de julio de 1992) es un futbolista portugués que juega de defensa en el Widzew Łódź de la Ekstraklasa polaca.

## Selección nacional
Fue internacional con las categorías inferiores de Portugal, desde la sub-17 hasta la sub-21, en 27 ocasiones en las que marcó cuatro goles.

## Clubes
| Club                   | País       | Año       | Partidos | Goles |
| ---------------------- | ---------- | --------- | -------- | ----- |
| C. F. Os Belenenses    | Portugal   | 2009-2010 | 1        | 0     |
| Portimonense S. C.     | Portugal   | 2011-2012 |          |       |
| Blackburn Rovers F. C. | Inglaterra | 2012-2014 | 7        | 0     |
| U. S. Latina Calcio    | Italia     | 2014      | 2        | 0     |
| C. F. Os Belenenses    | Portugal   | 2015-2016 | 33       | 2     |
| C. D. Tondela          | Portugal   | 2016      | 2        | 0     |
| C. F. Os Belenenses    | Portugal   | 2017      | 13       | 0     |
| AO Kerkyra             | Grecia     | 2017-2018 | 8        | 3     |
| S. C. Farense          | Portugal   | 2018-2021 | 67       | 5     |
| Widzew Łódź            | Polonia    | 2021-     | 24       | 2     |